# Succineidae
Succineidae Beck, 1837 è una famiglia di molluschi gasteropodi polmonati dell'ordine Stylommatophora. È l'unica famiglia della superfamiglia Succineoidea.

## Tassonomia
Comprende i seguenti generi:
- Sottofamiglia Catinellinae Odhner, 1950
  - Catinella Pease, 1870
  - Indosuccinea Rao, 1924
  - Mediappendix Pilsbry, 1948
  - Quickella C.R. Boettger, 1939
  - Quickia Odhner, 1950
- Sottofamiglia Oxylomatinae Schileyko & Likharev, 1986
  - Oxyloma Westerlund, 1885
- Sottofamiglia Succineinae H. Beck, 1837
  - Austrosuccinea Iredale, 1937
  - Boninosuccinea Habe, 1956
  - Camptonyx Benson, 1858
  - Helisiga Lesson, 1831
  - Hyalimax H. Adams & A. Adams, 1855
  - Kondosuccinea Patterson, 1989
  - Lithotis W. T. Blanford, 1863
  - Neosuccinea Matekin, 1956
  - Novisuccinea Schileyko & Likharev, 1986
  - Omalonyx d'Orbigny, 1838
  - Pamirsuccinea Schileyko & Likharev, 1986
  - Spirancinea Iredale, 1945
  - Succinea Draparnaud, 1801
  - Succinella Mabille, 1871